# Олімпія (хокейний клуб, Любляна)
«Олімпія» (словен. HDD Olimpija) — хокейний клуб з м. Любляна, Словенія. Заснований у 1928 році. Розформований у 2017 році.

## Історія
Клуб заснований в 1928 році, як Іллрія. Це перший хокейний клуб на території Югославії. Клуб з Любляни був одним із лідерів чемпіонату Югославії, загалом здобув тринадцять титулів. Після розпаду Югославії команда є лідером словенського чемпіонату з хокею із шайбою. В сезонах з 1991/92 по 1998/99 відповідно, команда виступала в Алпенлізі, до якої увійшли команди з Австрії та Італії, а з сезону 1999/2000 у Інтерлізі (наступника Алпенлігі). З сезону 2007/08 «Олімпія» є постійним учасником Австрійської хокейної ліги, в першому турнірі дійшли до фіналу, де поступились «Ред Буллу» (Зальцбург) 2:4. В наступних двох турнірах посідали останнє десяте місце. У сезоні 2010/11 пробились в плей-оф, де програли знову «Ред Буллу» цього разу у чвертьфіналі 1:4.  Досить вдало склався наступний сезон 2011/12. Після першого етапу команда посідала п'яту сходинку, на другому етапі - шосте, а в плей-оф дійшли до півфіналу, де поступились «Лінц Блек-Вінгс» 1:4. У наступних трьох сезонах клуб не пробивався до зони плей-оф.
Колишні назви
- СК Іллрія (1928–1942)
- ХК Ударник (1946)
- ХК Триглав (1947)
- ХК Енотност (1948)
- ХК Любляна (1949–1961)
- ХК Олімпія Любляна (1962–1984)
- ХК Олімпія Компас  (1985–1990)
- ХК Олімпія Герц  (1991–1998)
- ХДД ЗМ Олімпія  (2001–2008)
- ХДД Тілія Олімпія  (2008–2012)
- ХДД Телемач Олімпія  (2012–2017)

## Арена
Домашнею ареною клубу «Тіволі Галл», що вміщує 4 000 глядачів.

## Досягнення
- Австрійська хокейна ліга
  - 2 місце (1): 2007–08
- Югославська хокейна ліга (до 1991)
  - Переможець  (13): 1936–37, 1937–38, 1938–39, 1939–40, 1940–41, 1971–72, 1973–74, 1974–75, 1975–76, 1978–79, 1979–80, 1982–83, 1983–84
  - 2 місце (13): 1947–48, 1957–58, 1958–59, 1964–65, 1969–70, 1970–71, 1972–73, 1976–77, 1977–78, 1980–81, 1981–82, 1987–88, 1990–91
- Кубок Югославії
  - Переможець  (4): 1969, 1972, 1975, 1987
- Словенська хокейна ліга
  - Переможець  (14): 1994–95, 1995–96, 1996–97, 1997–98, 1998–99, 1999–2000, 2000–01, 2001–02, 2002–03, 2003–04, 2006–07, 2011–12, 2012–13, 2013–14
  - 2 місце (9): 1991–92, 1992–93, 1993–94, 2004–05, 2007–08, 2008–09, 2009–10, 2010–11, 2014–15
- Кубок Словенії:
  - Переможець  (2): 1996, 2000
- Інтерліга:
  - Переможець  (2): 2000–01, 2001–02
- Алпенліга
  - 2 місце (1): 1997
- Караванкекуп
  - Переможець (4): 1973, 1974, 1975, 1979
- Алпенкубок
  - Переможець (1): 1972
- Кубок Руді Хіті:
  - Переможець (3): 2000, 2002, 2004

## Головні тренери (з 1989)
- Микола Ладигін, 1989–1990
- Олександр Асташов, 1990–1991
- Штефан Семе, 1991–1992
- Пітер Янош, 1992–1993
- Бред Буетов, 1993–1994
- Павле Кавчич, 1994–1995, 1995–1996, 1996–1997
- Матяж Секелі, 1997–1998, 1998–1999
- Бад Стефанський, 1998–1999
- Матяж Секелі, 1999–2000
- Мар'ян Горенц, 2000–2001, 2001–2002
- Кріс Імес, 2002–2003

- Матяж Секелі, 2003–2004, 2004–2005
- Андрій Бродник, 2005–2006
- Ільдар Рагматуллін, 2006–2007, 2007–2008
- Майк Посма, 2007–2008, 2008–2009
- Ренді Едмондс, 2008–2009
- Боян Зайц, 2008–2009
- Дені Желінас, 2009–2010
- Ганну Ярвенпяа, 2009–2012
- Гейккі Мялкія, 2012–2012
- Боян Зайц, 2012–2014
- Іво Ян, 2014
- Фабіан Далем, 2014–2016